# 개오리오름
개오리오름(犬月岳)은 대한민국 제주특별자치도 제주시 봉개동과 용강동에 걸쳐 있는 기생화산이다.

## 위치
제주특별자치도 제주시 봉개동 과 용강동 경계에 있는 오름(측화산, 봉우리)으로 모양이 개오리(가오리의 제주방언)를 닮았다하여 그 이름이 붙었으며, 개월오름, 가으리오름, 개워리오름, 견월악(犬月岳) 등의 또 다른 이름이 있다. 높이는 743m, 비고 118m, 둘레는 3,504m, 면적은 640,913m2, 폭은 1,298m이며, 모양은 복합형태이다. 오름은 크고 작은 세 개의 봉우리로 이루어져 있는데 보통 개오리오름이라고 할 때는 송신탑이 있는 주봉(743m)을 가리키고 북쪽에 족은개오리(664m), 그 가운데에 샛개오리(658m)라 부르는 작은 오름이 있다.

## 절물 자연휴양림
제주 절물 자연휴양림은 제주시 봉개동 기생화산 분화구 아래 1997년 7월 23일 개장하였다. 총 300ha의 면적에 30∼45년생 삼나무가 주종을 이루며, 인공림이 200ha 자연림이 100ha이다. 삼나무와 곰솔 조림지에 조성된 산책로와 그늘공간은 바다에서 불어오는 시원한 바람과 절묘한 조화를 이뤄 한 여름에도 시원한 한기를 느낄 수 있다. 휴양림에 주 수종을 이루고 있는 삼나무는 60년대 중반부터 이 지역에 잡목을 제거하고 식재한 것이다. 이곳 삼나무 우량 조림지는 자연휴양림으로 개발되면서 전국에서 가장 많은 사람이 방문하는 유명한 산림 휴식공간을 제공하고 있다.

## 전해오는 이야기
개오리오름은 산 모양이 넓적한 가오리 모양을 닮았다하여 개오리오름(가오리의 제주방언)이라 부르고 있으나, 한편에서는 견월악(犬月岳)이라는 한자명을 놓고, 개가 달을 보고 짖는 형국이라고 풀이하기도 한다.
개오리오름은 봉개동 남쪽에 위치한 오름(측화산)으로 대여섯 개의 크고 작은 봉우리로 이루어진 복합형 화산체이다. 오름의 사면은 자연림과 조림림으로 우거져 있다. 『탐라지』(제주), 『동국여지지』(제주), 『대동여지도』 등에 '표악(表岳)'이라 기재했다. 『탐라순력도』(한라장촉)에 '병오리(竝五里)', 『탐라지도병서』와 『제주삼읍전도』에 '병악(竝岳)'으로 표기했다.
『조선지형도』에 '견월악(犬月岳)'이라 수록했다. 오름의 형세가 가오리를 닮았다 해서 '가오리오름', '개오리오름'이라 불렀다 한다. 풍수지리에 의하면 개가 달을 보고 짖는 형국으로 동쪽에서 보면 개가 머리를 쳐들고 짖는 모양과 유사하여 '개월오름'이라 했다는 설이 있다.

## 방송 송신 시설
| 디지털TV  |                            |            |                      |      |          |
| 가상채널  | 방송국명                   | 호출부호   | 물리채널             | 출력 | 가시청권 |
| CH 6-1    | JIBS 제주방송TV            | HLKJ-DTV   | CH 33                | 1㎾  | 제주시   |
| CH 7-1    | KBS제주 DTV2               | HLQC-DTV   | CH 29                | 1㎾  | 제주시   |
| CH 9-1    | KBS제주 DTV1               | HLKS-DTV   | CH 27                | 1㎾  | 제주시   |
| CH 10-1   | EBS 1TV                    | HLQL-DTV   | CH 35                | 1㎾  | 제주시   |
| CH 10-2   | EBS 2TV                    | HLQL-DTV   | CH 35                | 1㎾  | 제주시   |
| CH 11-1   | 제주MBC 디지털TV           | HLAJ-DTV   | CH 31                | 1㎾  | 제주시   |
| UHD       |                            |            |                      |      |          |
| 가상채널  | 방송국명                   | 호출부호   | 물리채널             | 출력 | 가시청권 |
| CH 7-1    | KBS제주 UHDTV2             | HLQC-UHDTV | CH 56                | 1㎾  | 제주시   |
| CH 9-1    | KBS제주 DTV1               | HLKS-UHDTV | CH 27                | 1㎾  | 제주시   |
| CH 9-2    | KBS NEWS D                 | HLKS-UHDTV | CH 27                | 1㎾  | 제주시   |
| CH 9-3    | KBS 1Radio                 | HLKS-UHDTV | CH 27                | 1㎾  | 제주시   |
| CH 11-1   | 제주MBC 디지털TV           | HLAJ-UHDTV | 예정                 | 1㎾  | 제주시   |
| FM라디오  |                            |            |                      |      |          |
| 채널      | 방송국명                   | 호출부호   |                      | 출력 | 가시청권 |
| 88.7MHz   | 아리랑 라디오              | HLQE-FM    |                      | 3㎾  | 제주시   |
| 90.1MHz   | 제주MBC FM4U               | HLAJ-FM    |                      | 1㎾  | 제주시   |
| 91.3MHz   | 제주국악방송               | -          |                      | 1㎾  | 제주시   |
| 91.9MHz   | KBS제주 제2라디오(HappyFM) | HLQC-SFM   |                      | 3㎾  | 제주시   |
| 93.3MHz   | 제주CBS 라디오             | HLKO-FM    |                      | 3㎾  | 제주시   |
| 94.9MHz   | 제주불교방송               | HLEL-FM    |                      | 1㎾  | 제주시   |
| 96.3MHz   | KBS제주 음악FM             | HLKS-FM    |                      |      | 제주시   |
| 97.9MHz   | 제주MBC 라디오             | HLAJ-SFM   |                      | 1㎾  | 제주시   |
| 99.1MHz   | KBS제주 제1라디오          | HLKS-SFM   |                      | 3㎾  | 제주시   |
| 101.5MHz  | JIBS New Power FM          | HLQC-FM    |                      | 3㎾  | 제주시   |
| 105.5MHz  | TBN 제주교통방송           | HLEH-FM    |                      | 1㎾  | 제주시   |
| 107.3MHz  | EBS FM                     | HLQL-FM    |                      | 3㎾  | 제주시   |
| 지상파DMB |                            |            |                      |      |          |
| 앙상블명  | 방송국명                   | 호출부호   | 채널(주파수)         | 출력 | 가시청권 |
| myMBC     | my MBC                     | HLAJ-TDMB  | CH 13-A (211.280MHz) | 2㎾  | 제주시   |
| U-KBS     | KBS STAR                   | HLKA-TDMB  | CH 13-B (213.008MHz) | 2㎾  | 제주시   |
| U-KBS     | HD KBS STAR                | HLKA-TDMB  | CH 13-B (213.008MHz) | 2㎾  | 제주시   |
| U-KBS     | KBS HEART                  | HLKA-TDMB  | CH 13-B (213.008MHz) | 2㎾  | 제주시   |
| U-KBS     | KBS MUSIC                  | HLKA-TDMB  | CH 13-B (213.008MHz) | 2㎾  | 제주시   |
| JIBS DMB  | DMB1                       | HLKJ-TDMB  | CH 13-C (214.736MHz) | 2㎾  | 제주시   |
| JIBS DMB  | DMB2                       | HLKJ-TDMB  | CH 13-C (214.736MHz) | 2㎾  | 제주시   |

## 같이 보기
- 아부오름
- 한라산